# La Voz del Desierto
La Voz del Desierto es el grupo de música de la diócesis de Alcalá de Henares (España). Tres de los miembros de esta banda son sacerdotes católicos. Son conocidos en la música católica gracias a canciones como Sin tu calor, Mi Fortaleza, Solo quiero decir que te quiero, En clave natural o Misericordia Eterna. 
Además de dar conciertos en España, Estados Unidos, Panamá y Portugal, aparecieron en la película La última cima, documental dirigido por el director español Juan Manuel Cotelo, basado en la vida del sacerdote madrileño Pablo Domínguez Prieto, fallecido en 2009 en un accidente al descender la cima del Moncayo.

## Historia
La Voz del Desierto nació en 2003 en el seminario diocesano de Alcalá de Henares cuando a tres estudiantes de Teología que se preparaban para ser sacerdotes se les ocurrió formar un grupo musical para actuar en encuentros de jóvenes. Todas sus canciones se basan en la Biblia o experiencias personales que han vivido.
A lo largo de los años, han publicado cuatro álbumes: Hágase en mí tu voluntad (2005), Hacia una Luz (2007), La Llamada (2010) y Él me vuelve a levantar (2013).
Sus actuaciones más importantes han sido en el Festival Jota, el Festival Pj Rock, la Jornada Mundial de la Juventud celebrada en Madrid en agosto de 2011 y el Encuentro Europeo de Jóvenes organizado en Ávila en agosto de 2015 con motivo del V Centenario del nacimiento de Santa Teresa de Jesús.
En 2015 fueron invitados a Estados Unidos para dar un concierto en Dallas, Texas, el 21 de noviembre, con motivo del evento Jóvenes y Padres unidos en Cristo organizado por el Ministerio Mensaje Texas y en el que participa el Padre Pedro Núñez.
En marzo de 2016 publicaron Mi Fortaleza, un CD recopilatorio con los 16 temas imprescindibles de La Voz del Desierto. El disco fue distribuido por Universal Music. En marzo de 2017 salió a la venta su sexto disco, titulado Tu rostro buscaré, producido por Santi Fernández, baterista de Los Secretos.
En verano de 2017 realizaron una gira de conciertos por la costa este de los Estados Unidos, visitando Nueva Jersey, Nueva York, Carolina del Sur, Texas, Oklahoma y Alabama.

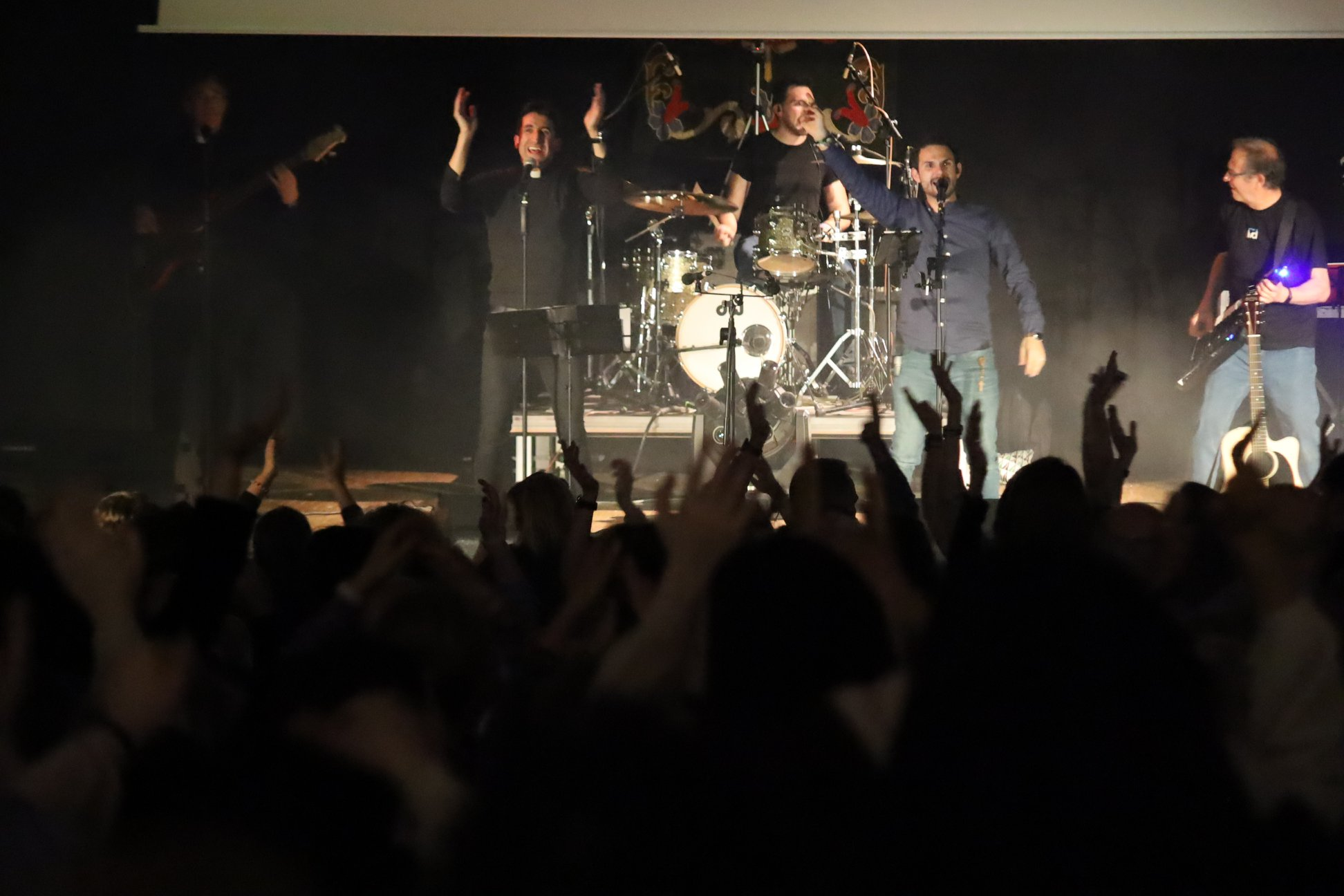
Concierto de La Voz del Desierto en Toledo en marzo de 2020

En agosto de 2018 hicieron una gira por varios lugares de los Estados Unidos de América como California, Chicago, Kentucky, Carolina del Sur y Texas. En otoño del mismo año fueron seleccionados por la organización de la Jornada Mundial de la Juventud de Panamá para dar varios conciertos en el país centroamericano. 
En enero de 2019 lanzaron el videoclip de su canción Magnificat y en Ciudad de Panamá dieron ocho conciertos en tan solo nueve días. En 2020, con motivo de la pandemia del coronavirus, dieron conciertos online y celebraron la Eucaristía, rezaron el rosario y realizaron la exposición del Santísimo a través de las redes sociales.
En abril de 2021, La Voz del Desierto se unió a un proyecto del cantante católico Martín Valverde y la productora canadiense Salt + Light Television. Junto a más de 60 artistas de 17 países grabaron la canción católica Nadie te ama como Yo.
En junio de 2022, tras dos años parados por la pandemia del coronavirus COVID-19, regresaron a los escenarios. En agosto de 2022 participaron en la Peregrinación Europea de Jóvenes (PEJ22) organizada por la Conferencia Episcopal Española y celebrada en Santiago de Compostela. En octubre de 2022 dieron un concierto en el patio exterior del Hospital Nacional de Parapléjicos, en Toledo, organizado por la capellanía y el servicio de rehabilitación complementaria del centro sanitario.
En mayo de 2023 participaron en el evento Este es el Día en el Polideportivo Fernando Martín, en Fuenlabrada, un concierto en el que compartieron escenario con cantantes cristianos como Israel Houghton, Noel Richards, Hillsong London Worship o Gilberto Daza.
En agosto de 2023 dieron cinco conciertos en Lisboa, Portugal, con motivo de la Jornada Mundial de la Juventud. Uno de ellos en el escenario central antes de la vigilia con el Papa Francisco. Después de ese concierto han llevado su música a otros lugares como Aspe, en Alicante.

## Discografía
| Año de publicación | Título                   |
| 2005               | Hágase en mí tu voluntad |
| 2007               | Hacia una Luz            |
| 2010               | La Llamada               |
| 2013               | Él me vuelve a levantar  |
| 2016               | Mi Fortaleza             |
| 2017               | Tu rostro buscaré        |

## Miembros actuales
- Daniel Gómez de la Vega (Dani): voz y coros.
- Jesús Javier Mora (Curry): voz y coros.
- Julio Alejandre: bajo, gaita y coros.
- José Cortés: batería, cajón y percusión.
- Alejandro de Dios (Álex): guitarras eléctricas y coros.
- Alberto Raposo (Rapo): guitarras eléctricas y coros.
- Pedro Martínez: teclado, programaciones y acordeón.
- Ignacio Ortiz (Nacho): guitarras eléctricas.
- Jesús García Ochoa: batería, cajón y percusión.